# شمشیر سامورایی (فیلم)
شمشیر بوشیدو (انگلیسی: The Bushido Blade) فیلمی در ژانر درام است که در سال ۱۹۷۹ منتشر شد. از بازیگران آن می‌توان به سونی چیبا و فرانک کانورس اشاره کرد.